# 極点

水色の部分は凸集合であり、赤い部分が極点である。

数学において、ある実ベクトル空間内の凸集合 S の頂点、端点あるいは極点（きょくてん、英: extreme point）とは、S の任意の二点を結ぶ開線分に含まれない点のことを言う。直観的に言えば、極点は S の頂点 (vertex) と見做すことのできるような点である。
- クレイン＝ミルマンの定理によると、S がある局所凸空間内で凸かつコンパクトであるなら、S はその極点集合の閉凸包であることが示されている。特に、そのような集合は極点を持つ。

クレイン＝ミルマンの定理は局所凸位相ベクトル空間に対して述べられている。次の定理は、ラドン＝ニコディム性を持つバナッハ空間に対して述べられる。
- ジョラム・リンデンシュトラウス（英語版）の定理によると、ラドン＝ニコディム性を持つバナッハ空間において、閉かつ有界な集合は極点を持つことが示されている（無限次元空間において、コンパクト性は、閉かつ有界よりも強い）[1]。

- ジェラルド・エドガーの定理によると、ラドン＝ニコディム性を持つバナッハ空間において、閉かつ有界な集合はその極点集合の閉凸包であることが示されている。エドガーの定理はリンデンシュトラウスの定理を含むものである。

## k-次元極点
より一般に、ある凸集合 S 内の点が k-次元の極点（あるいは短く k-極点）であるとは、それが S 内の k-次元凸集合の内部に属するが、k+1-次元凸集合の内部には属さないことを言う。したがって、極点は 0-次元極点でもある。S がポリトープであるなら、その k-次元極点の全体は S の k-次元面の内点の全体にちょうど一致する。より一般に、任意の凸集合 S に対し、その k-極点全体の成す集合は k-次元開面に分割することができる。
ミンコフスキーによる有限次元クレイン＝ミルマンの定理は、k-極点の概念を用いてすばやく証明することが出来る。S が閉、有界かつ n-次元で、p が S 内のある点であるなら、ある k < n に対して p は k-極点となる。この定理では、p は極点の凸結合であることが主張されている。k = 0 であるなら、これは明らかに真である。そうでない場合は、p は S 内の（S は閉かつ有界なので）最大まで拡張することの出来る線分上にある。その線分の終点を q と r とするとき、それらの端点としてのランクは p よりも小さいものでなければならない。以後、帰納的に定理を証明できる。